# Élodie Petit
Pour les articles homonymes, voir Petit (patronyme).
Élodie Petit alias Gorge Bataille, née en 1985, est une performeuse et poétesse queer française. 

## Biographie
Élodie Petit s’est formée à l’école des Beaux-Arts de Lyon ainsi que dans les milieux alternatifs et militants. Là, elle rencontre Marguerin Le Louvier, avec qui elle écrit des fanzines queer et punk depuis 2010, sous le nom des éditions douteuses. En 2021, Rotolux Press sort une anthologie de leurs écrits. L'ouvrage à la couverture rose fluo rencontre le succès et est réimprimé à plusieurs reprises.
Avec Marie Millon, elle forme Ton odeur, un duo de performeuses. En 2020, elles proposent la performance Rose Hérésie.
Avec Rébecca Chaillon, Camille Cornu, Wendy Delorme, Claire Finch, Etaïnn Zwer, elle fait partie du collectif d'artistes et autrices RER Q,.
En 2019, elle publie Fiévreuse plébéienne, dans lequel elle parle de sexualité, transgresse la distinction des sexes et questionne les normes et les rôles. Le livre parait dans une nouvelle édition en 2022, qui utilise une typographie non binaire proposée par Bye Bye Binary. La langue y est féminisée : le sexe devient la sexe ; l'amour s'écrit amoure. Au milieu du livre, Élodie Petit écrit le Manifeste de la langue bâtarde. Son écriture dérange et subvertit les structures de pouvoir et de la domination patriarcale.

## Publications
- Fiévreuse plébéienne, Fontenay-sous-Bois, Rotulex Press, 2019, 64 p. (ISBN 979-10-96398-04-1)
- Élodie Petit & Marguerin le Louvier, Anthologie Douteuses : 2010-2020, Fontenay-sous-Bois, Rotolux press, 2021, 318 p. (ISBN 979-10-96398-06-5)
- Fiévreuse plébéienne, Rennes, Éditions du Commun, 2022, 109 p. (ISBN 979-10-95630-51-7)
- Fatal*e ou l'impossible phantasme (ill. Roxane Maillet), Trou noir, 2025, 160 p. (ISBN 978-2-488041-00-3)